# Municipio de Pleasant Valley (Misuri)
El municipio de Pleasant Valley (en inglés: Pleasant Valley Township) es un municipio ubicado en el condado de Wright en el estado estadounidense de Misuri. En el año 2010 tenía una población de 2923 habitantes y una densidad poblacional de 20,71 personas por km².

## Geografía
El municipio de Pleasant Valley se encuentra ubicado en las coordenadas 37°6′46″N 92°36′10″O / 37.11278, -92.60278. Según la Oficina del Censo de los Estados Unidos, el municipio tiene una superficie total de 141.13 km², de la cual 140.96 km² corresponden a tierra firme y (0.12%) 0.17 km² es agua.

## Demografía
Según el censo de 2010, había 2923 personas residiendo en el municipio de Pleasant Valley. La densidad de población era de 20,71 hab./km². De los 2923 habitantes, el municipio de Pleasant Valley estaba compuesto por el 97.57% blancos, el 0.51% eran afroamericanos, el 0.44% eran amerindios, el 0.31% eran asiáticos, el 0.03% eran isleños del Pacífico, el 0.1% eran de otras razas y el 1.03% pertenecían a dos o más razas. Del total de la población el 0.55% eran hispanos o latinos de cualquier raza.